# Меморіал жертвам Голодомору (Торонто)
Меморіал жертвам Голодомору в Торонто (англ. Holodomor Memorial Toronto) розташований на території Канадської національної виставки, біля Брами принців між проспектом Канади (англ. Canada Blvd) і вулицею Строн (англ. Strachan Ave) у Торонто, Канада.

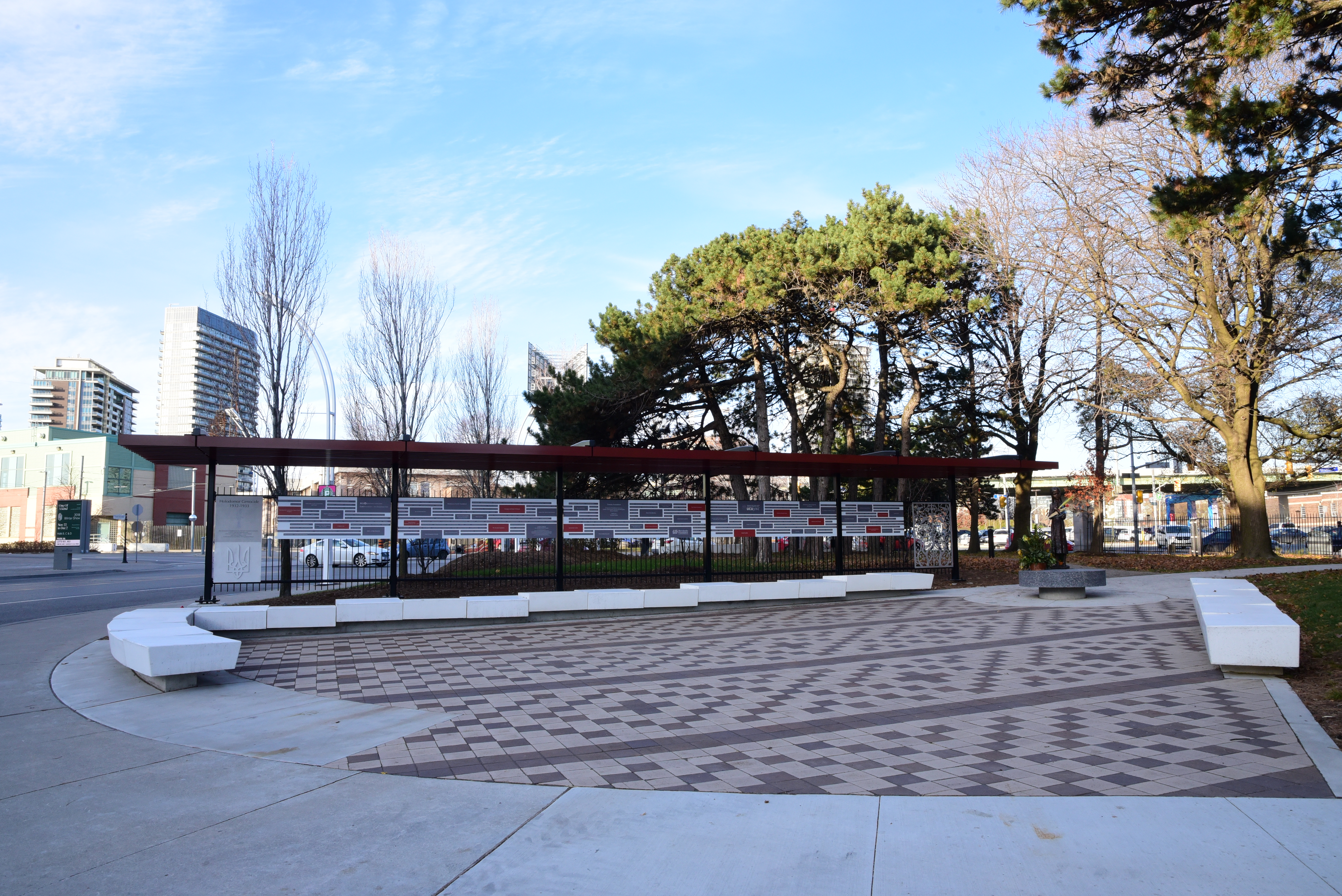
Загальний вигляд меморіалу

Меморіал включає замощений центральний майданчик зі скульптурою дівчинки з колосками «Гіркий спогад дитинства» роботи українського скульптора Петра Дроздовського на постаменті зі стилізованого млинового каменя, інформаційними щитами і стелою донорів на металевій перголі, а також три групи малих архітектурних форм, які нагадують жорна, з орнаментальними ажурними стелами зі світлого металу. Простір організовано так, що на щодень він має транзитну зону і невеликі відпочинкові куточки з лавками. Існуючі зелені насадження в цьому місці реконструйовано таким чином, що вони становлять невеликий сад з малими архітектурними формами, квітниками, травником і доріжками, які поєднують увесь меморіал в один комплекс. Передбачається, що прилегла площа може бути використана для зборів/молебнів/пам'ятних подій, які відбуватимуться раз чи кілька разів на рік. В ході реконструкції на площу між монументом і східним входом до виставкового павільйону Enercare виведено зупинку міського автобуса.

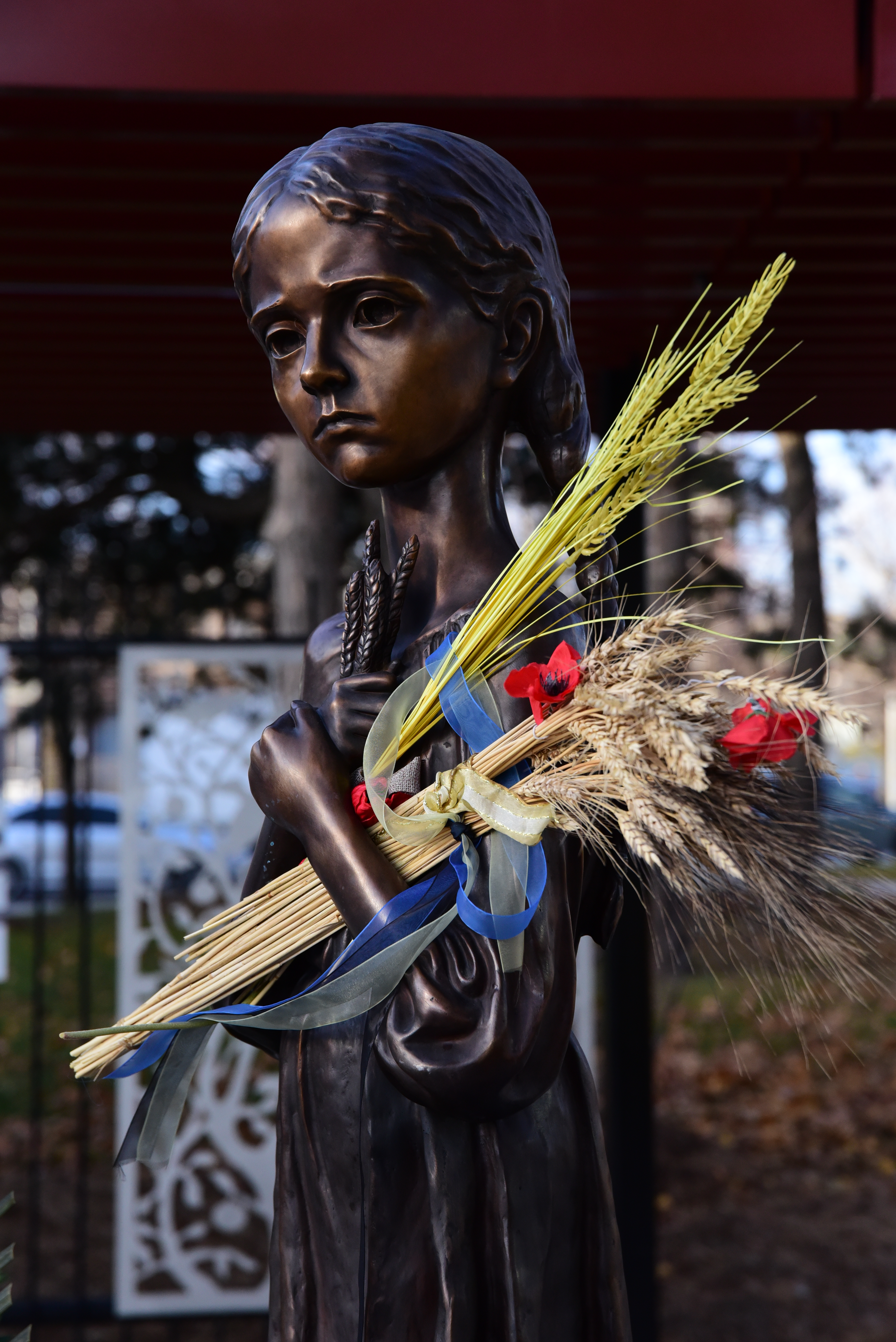
Скульптура роботи Петра Дроздовського

## Символіка
Монумент сплановано так, що він є вбудований у жваву канву сучасного великого мультикультурного міста і є острівцем для задуми і спогаду про непросту долю однієї з багатьох іммігрантських громад, а також символічною пересторогою від тиранії, нагадуванням про цінність демократії і національної спадщини. Центральна фігура - постать голодуючої дівчинки - є нагадуванням про долю багатьох вбитих і ненароджених дітей українського народу, а також знаком незагойної рани тих, хто пережив цей акт геноциду, та їхніх родичів.
Замощення центрального проходу виконане у приглушених тонах узорів української вишивки.
Сад має три тематичні зони, із елементами у вигляді жорен, як символів сільського життя, хліба і долі. Три жорна меморіалу уособлюють: «Пам'ять» (англ. Remembrance), «Пружність/Відпорність» (англ. Resilience), «Відродження» (англ. Rebirth). 

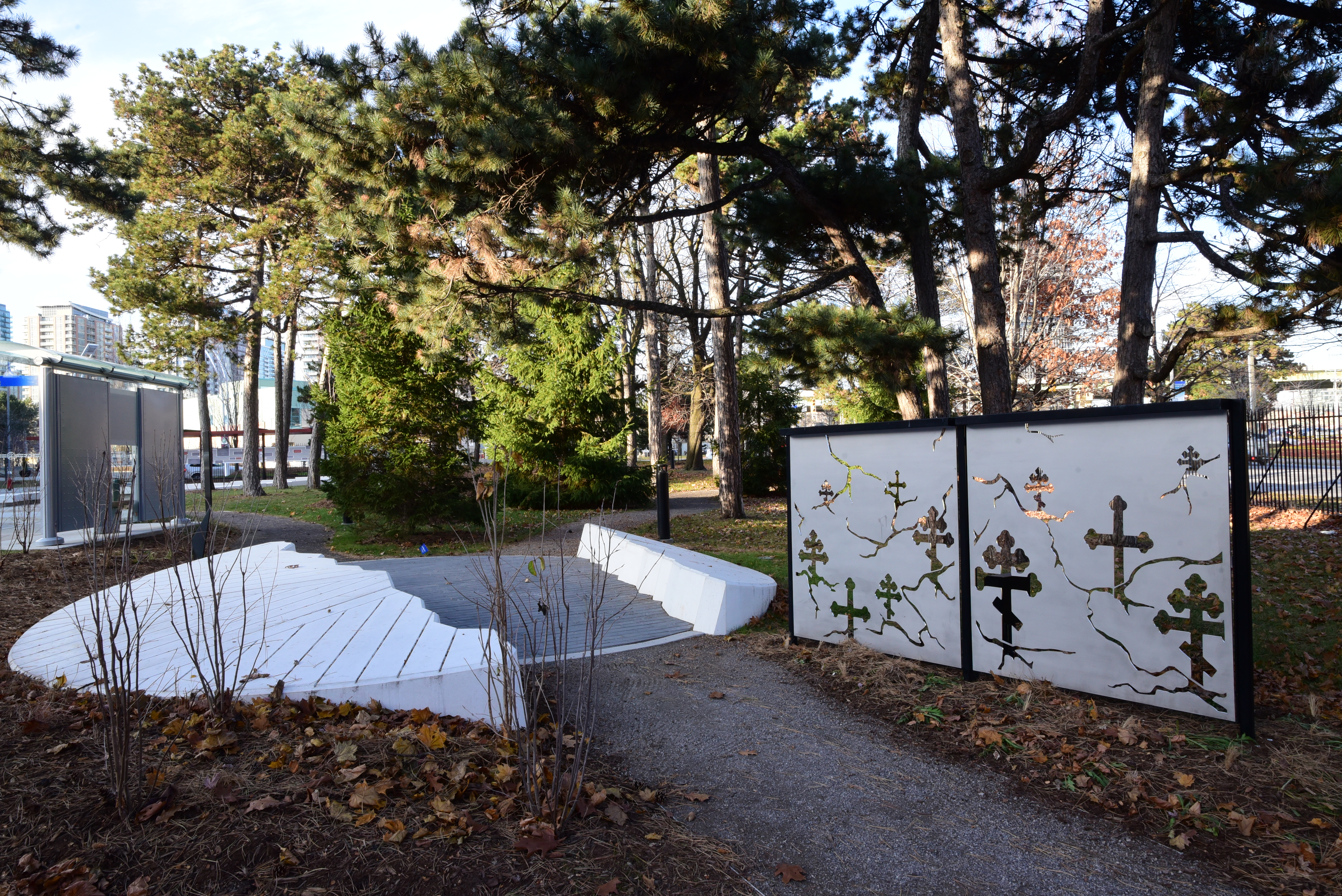
Куточок саду, що символізує пам'ять

«Пам'ять» — це образ жорна, розбитого навпіл і розкиданого в різні боки. Є свідчення, що відбираючи у селян збіжжя, більшовицькі нелюди розбивали їхні жорна, щоб більш певно змусити людей гинути голодною смертю. Поряд панель, на якій католицькі і православні хрести різного розміру. Влітку біля розбитого жорна цвітуть маки — квіти жалю та скорботи. Поруч калина — символ стражденного українського народу.
Наступне жорно — «Стійкість». Дві частини розбитого жорна сходяться разом. Поруч панель зі сталі з ажурними узорами, які можна побачити на писанках. Позаду жорна висаджені три молоді дубки. Дуб вважається уособленням мужності, витривалості, шляхетності.
«Відродження» — це жорно, яке зрослося, але понівечене шрамами та рубцями. Це — спогади. На панелі біля жорна «Відродження» зображені зернята, які падають і ростуть — символ відродження України. Тут висаджені барвінок, м’ята, чорнобривці й інші трави та квіти, які або є багаторічниками, або самосійні та символізують незнищенність і невмирущість.
Біля кожного символічного елементу меморіалу стоять лавки. На них можна посидіти, подумати, згадати живих і мертвих рідних у Канаді та в Україні.

## Історія

### Пам'ять про Голодомор у канадській громаді
Зберегти та повідати світові про Голодомор здавна було однією з керівних ідей найсвідомішої частини української громади. Особливо тоді, коли правда про голод замовчувалась та репресувалась не лише в Радянському Союзі, але й у деяких політичних колах Заходу. Українська громада через свої організації та ряд комітетів сприяла зборові та документації свідчень про Голодомор. Так, Українсько-канадський дослідчо-документаційний центр зібрав колекцію інтерв'ю для збереження усної історії і випустив ряд документальних фільмів, серед яких «Жнива розпачу» (англ. Harvest of Despair), 1984; «Між Гітлером і Сталіном» англ. Between Hitler and Stalin, 2004; «Ціна свободи» англ. Freedom Had a Price; «Голодомор: голоси свідків» Holodomor: Voices of Survivors, 2015, ряд інших публікацій. Науку, освіту, пам'ять та публікації про Голодомор поширює також Український центр досліджень Голодомору. У 2008 Канада офіційно визнала Голодомор актом геноциду. Педагоги з української громади підготували і роками лобіювали, та врешті добилися включення тематики Голодомору до програм загальноосвітніх шкіл Канади, фактично, ще раніше, ніж це було зроблено в Україні. Для унаочнення тематики Голодомору та забезпечення мобільної методичної допомоги вчителям був оснащений спеціальний автобус із мультимедійними засобами для можливості проведення відповідних лекцій у різних куточках провінції Онтаріо. 

### Передісторія
Встановлення пам'ятника Голодомору було тривалий час на порядку денному діаспорних організацій. Однак довгий час не вдавалося знайти для пам'ятника чи то гідного місця, чи то загальної згоди щодо концепції. Врешті, близько 2013 був створений черговий комітет під егідою Конґресу Українців Канади під головуванням Оксани Реви, який домігся успіху. На той час пам'ятники Голодомору були вже встановлені в Едмонтоні (1983), у Вінніпеґу (1984), в Калґарі (1999) та в інших населених пунктах Канади. Оксана Рева звернулась із проханням про підтримку до тодішнього кандидата на мера Джона Торі, який, ставши мером у 2014, не забув про обіцянку і допоміг із виділенням ділянки на території Канадської національної виставки.

### Церемонія закладання
28 травня 2017 відбулась церемонія закладання монументу (англ. Holodomor Memorial Groundbreaking Ceremony). Виступаючи на церемонії, мер Джон Торі сказав:

| Жодна з цих речей не могла бути зроблена якоюсь однією людиною. Якби не провідництво Оксани Реви та її комітету, цієї громади, а також повної підтримки Міської ради, з допомогою депутатів Законодавчої асамблеї Івана Бейкера, членів Парламенту Джеймса Малоні, Бориса Вжесневського та інших, це б не дійшло до здійснення Оригінальний текст (англ.) None of these things could be done by one person alone. Had it not been for the persistence of Oksana Rewa and her committee, this community and the full support of the City Council extending to MPP Yvan Baker, MPs James Maloney, Borys Wrzesnewskyj and others, this would not have happened. |

Промовляє мер Торонто Джон Торі
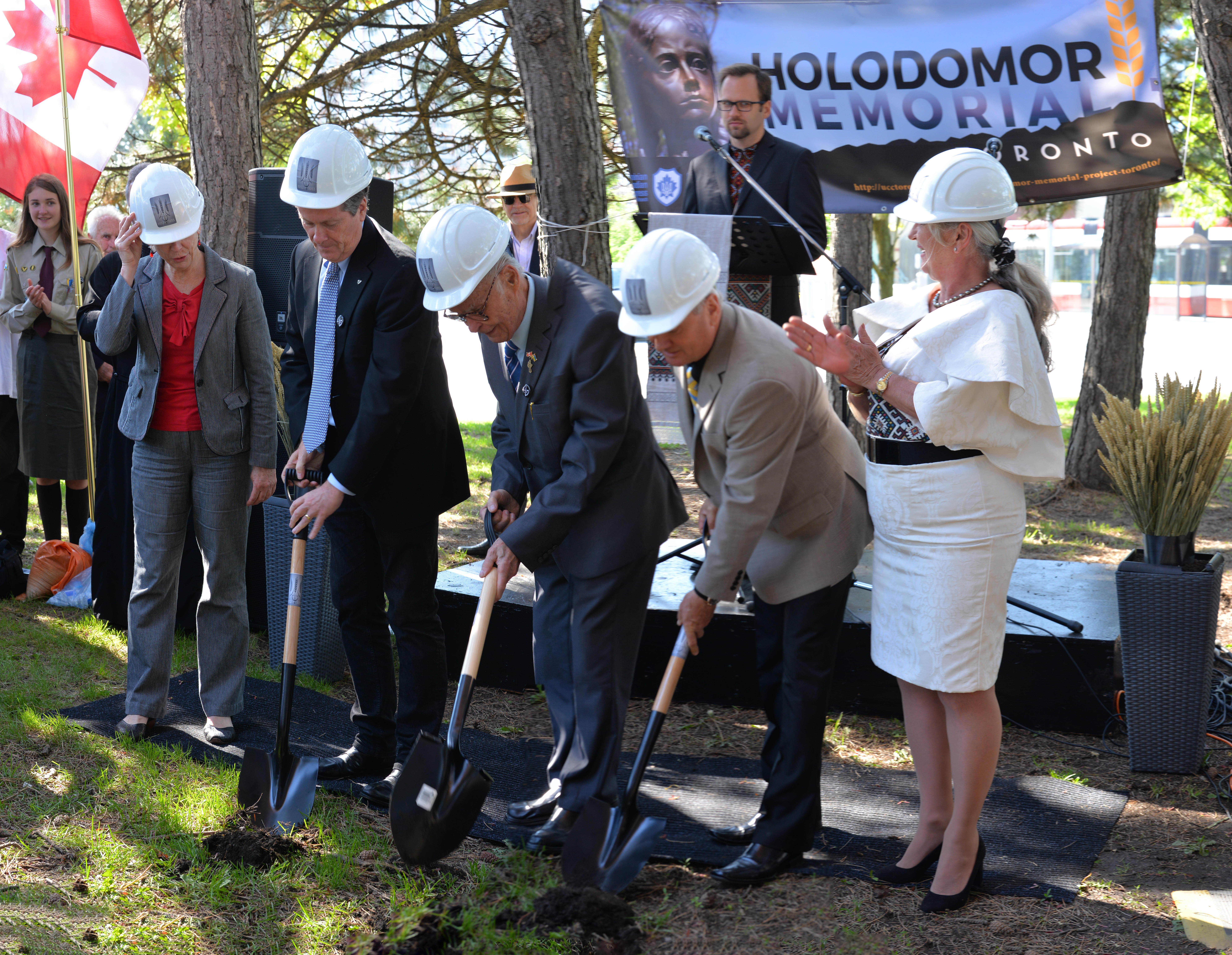
Джон Торі, Микола Латишко і Тарас Багрій роблять «перший штих» на території, відведеній під меморіал. Зліва директорка Національної виставки Даєн Янґ, справа Оксана Рева.

### Збір коштів

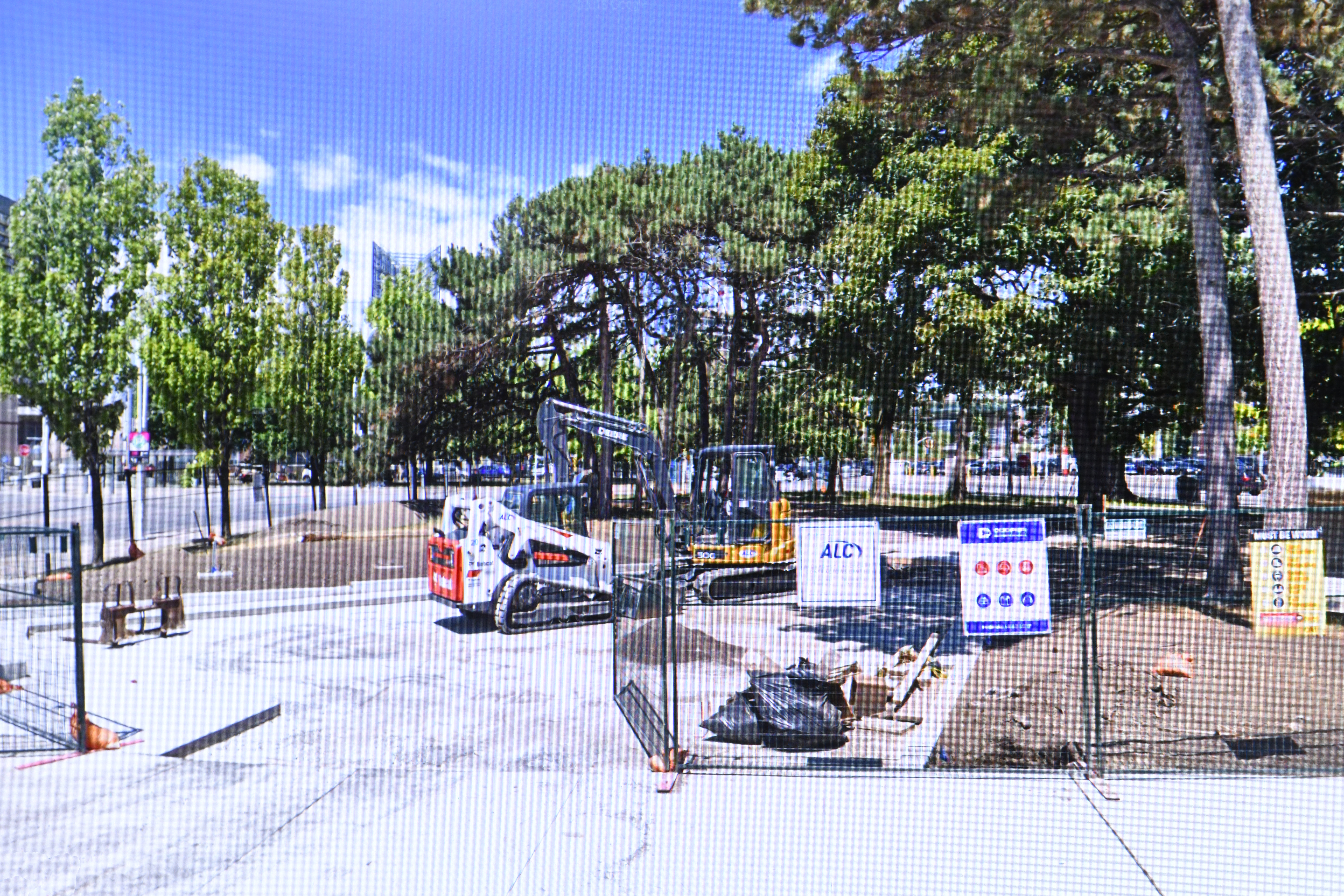
Будова меморіалу

Було оголошено збір коштів на рахунок організації, спеціально створеної для цієї мети — Української Фундації Торонто (англ. Toronto Ukrainian Foundation).
Загальний бюджет усього проєкту становив 1,5 мільйона доларів. З цієї суми на будівництво 1,2 млн. доларів, решта — на підтримку Меморіалу, церемонію відкриття та освітні проєкти для інформування широкого кола осіб про злочин Голодомору-геноциду.
| проєкт вже зібрав понад 1,0 млн. доларів і пожертви продовжують надходити від членів української громади в Канаді. Основними меценатами є: Фонд сім'ї Темертей ($ 500 000), Українська кредитна спілка та Кредитна спілка «Будучність» (по $ 100 000 кожна), Фонд ім. Шевченка та Фонд сім'ї Ігнатович (по $ 50 000 кожний) та Джордж і Жан Охрим ($ 25 000 — витрати на скульптуру «Гірка пам'ять дитинства» Петра Дроздовського). Також близько 150 осіб пожертвували від $ 1000 — $ 25000 | — зазначила координатор проєкту Оксана Рева.
Передбачалося, що імена тих, хто пожертвує більше $1,000, будуть відзначені табличками на пам'ятній стелі обіч центральної алеї монументу, а тих, хто дасть менше $1,000, будуть згадані у програмі Меморіалу. На час Дня Незалежності України 2018 вже було зроблено більше 300 пожертв.
Родичі найбільших донорів Меморіалу, родини Темертей, самі пережили Голодомор. Батьки Джеймса Темертея та Людмили Темертей — Раїса та Ілля, які походили з Донбасу, самі пережили Голодомор. Людмила, фактично, створила Монумент Голодомору в Едмонтоні, відкритий у 1983 році, який був на той час першим таким пам'ятником у Канаді.
Збір коштів тривав і надалі та передбачалось, що якби зібрана сума перевищила $1.5 млн, вони б пішли на мету просвіти щодо Голодомору.

### Будівництво
Фактично, будівництво розпочалось у квітні і було завершене у жовтні 2018 року.
Торонто приєдналось до довгого списку великих світових міст, у яких споруджені меморіали Голодомору. Сама будова мала розпочатись 10 або 11 квітня, залежно від погоди. Зі списку п'ятьох будівельних фірм, які подались на конкурс, Українською Фундацією Торонто, як замовником, було вибрано одного контрактора — англ. Aldershot Landscape Contractors Limited, який взяв на себе виконання всіх робіт.

### Відкриття
Урочисте відкриття меморіалу, як і планувалось, відбулося 21 жовтня 2018 року. Після короткого молебня з чисельною присутністю української громади Торонто та приїжджих відбулось урочисте відслонення центральної фігури меморіалу, авторства українського дизайнера Анатолія Гайдамаки та скульптора Петра Дроздовського, подібної до встановлених у Києві та деяких інших пам'ятниках. На відкритті були присутні почесні гості як Христя Фріланд, на той час міністерка закордонних справ Канади, мер Торонто Джон Торі, перший віце-прем'єр-міністр України Степан Кубів із делегацією від українського парламенту та виконавчої влади, консул України в Торонто Андрій Веселовський, член Парламенту Джеймс Безан та інші гості. Замовником пам'ятника виступив Конґрес Українців Канади, філія Торонто. Надійшли вітальні телеграми від Прем'єр-міністра Канади Джастіна Трюдо та Президента України Петра Порошенка.
Виступ Миколи Латишка, одного зі свідків Голодомору, котрий еміґрував до Канади, справив велике враження на присутніх. Він поділився страшними спогадами свого дитинства, коли йому, семирічному хлопчику, довелося бачити смерть багатьох знайомих, рідних, зокрема його сестрички. 
| «Як християни ми маємо вміти прощати, — сказав він, — але ми ніколи не повинні забувати. Тисячі свідків Голодомору, такі як я, казали правду. Мільйони людей загинули від голоду. Але Совєцький Союз говорив світовій спільноті, що все в порядку, незважаючи на те, що мільйони вмирали з голоду» |.
Христя Фріланд нагадала, що організатори Голодомору-геноциду хотіли зламати волю української нації та заперечували свої дії. При цьому вона наголосила: 
| «Спроба знищити український дух провалилася. Сьогодні й завжди ми пам’ятаємо про цю жахливу главу історії людства та вшановуємо пам'ять жертв». Вона також сказала: «Канада завжди разом із Україною виступатиме проти намагань обмежити її право на самовизначення, у тому числі Росією, та захищатиме народ України, її суверенітет й територіальну цілісність» |.

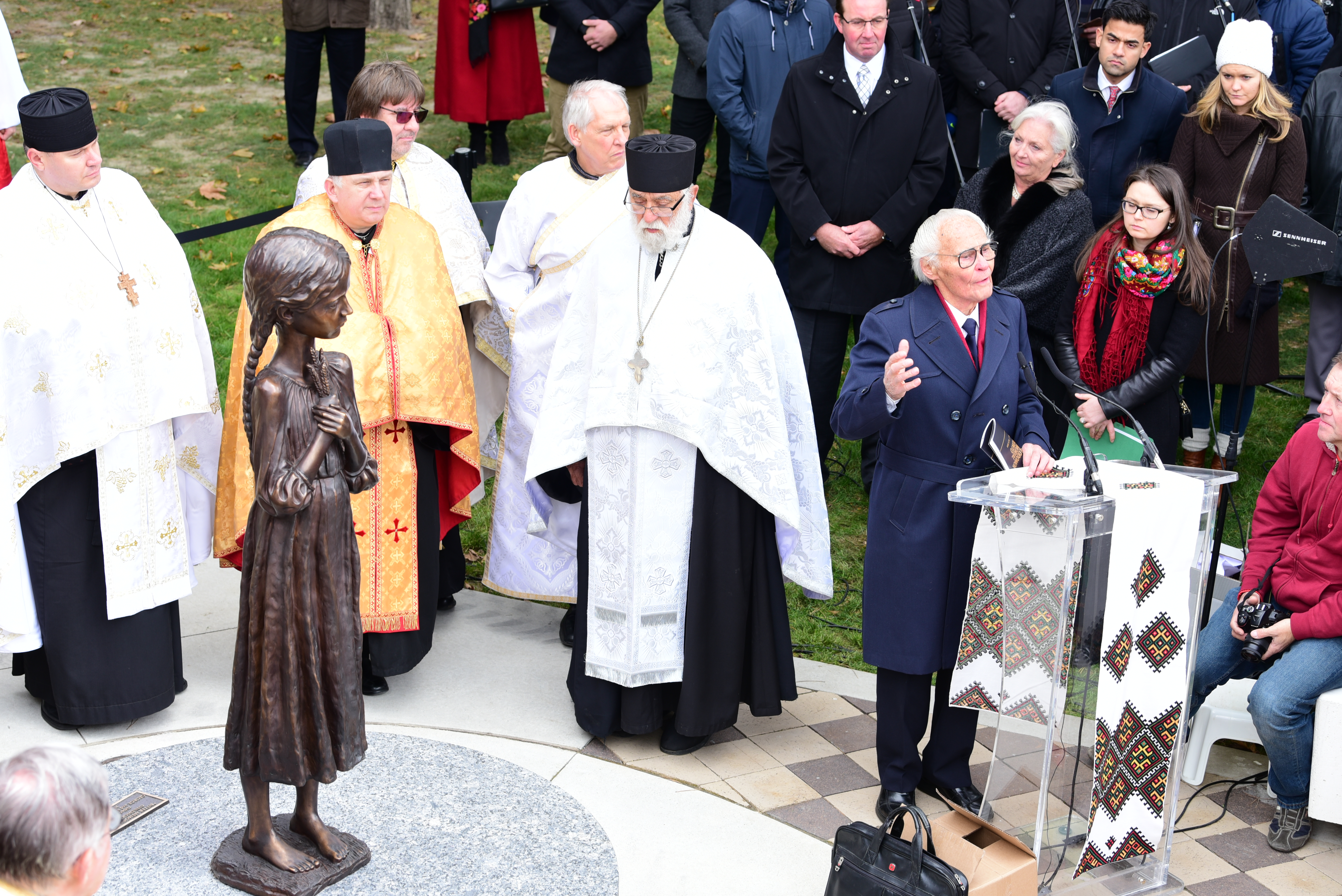
Микола Латишко ділиться спогадами про Голодомор
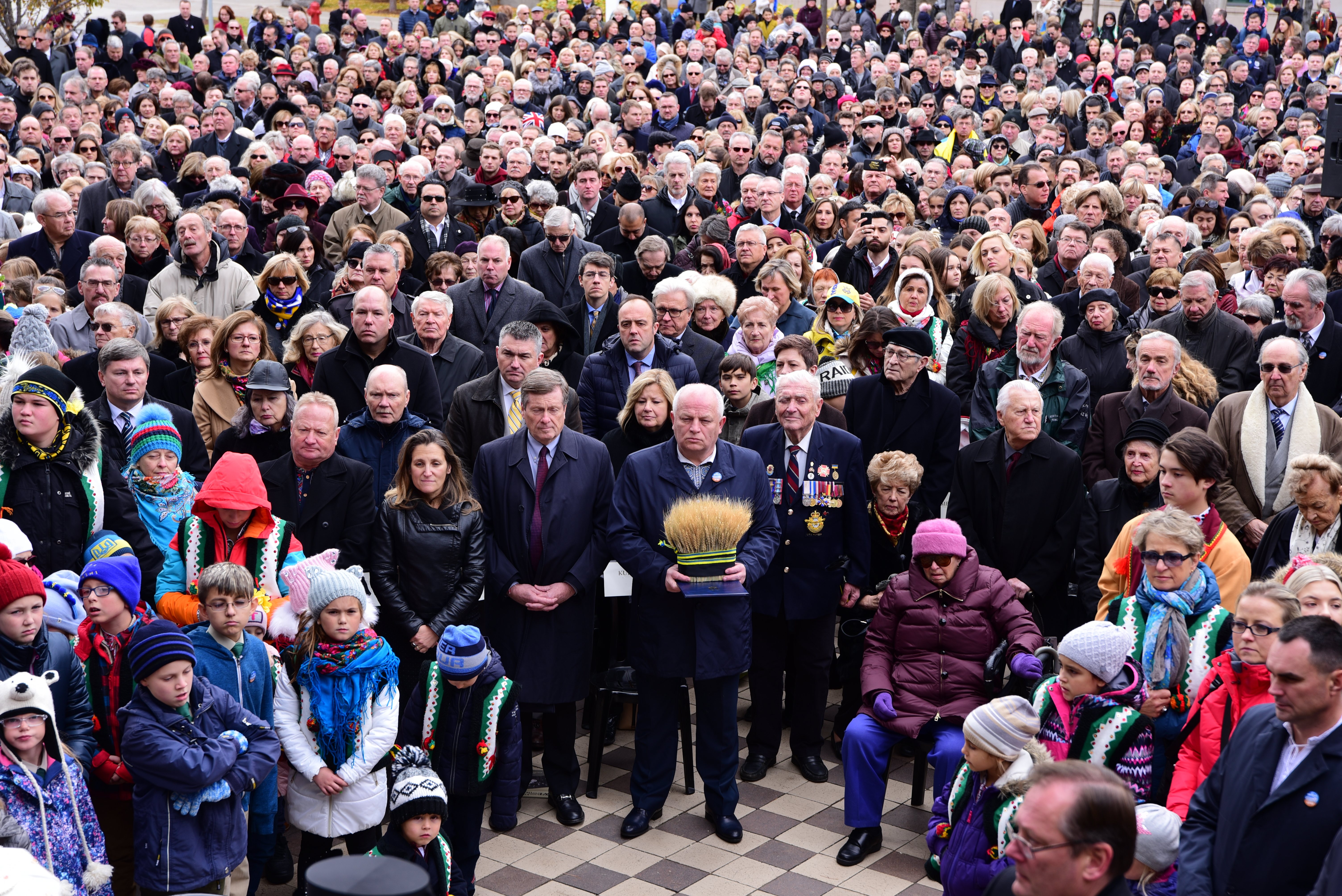
Учасники урочистостей відкриття меморіалу

Репортажі про подію були в канадській пресі, у повідомлені на сайті Посольства України в Канаді. Подію висвітлювали численні українські джерела в однотипних повідомленнях.

## Використання
Коло Меморіалу відбуваються пам'ятні молебні. Також, деякі офіційні делегації вважають своїм обов'язком віддати честь жертвам Голодомору. Так відбулось під час офіційного візиту в Канаду Президента Володимира Зеленського у 2019 році

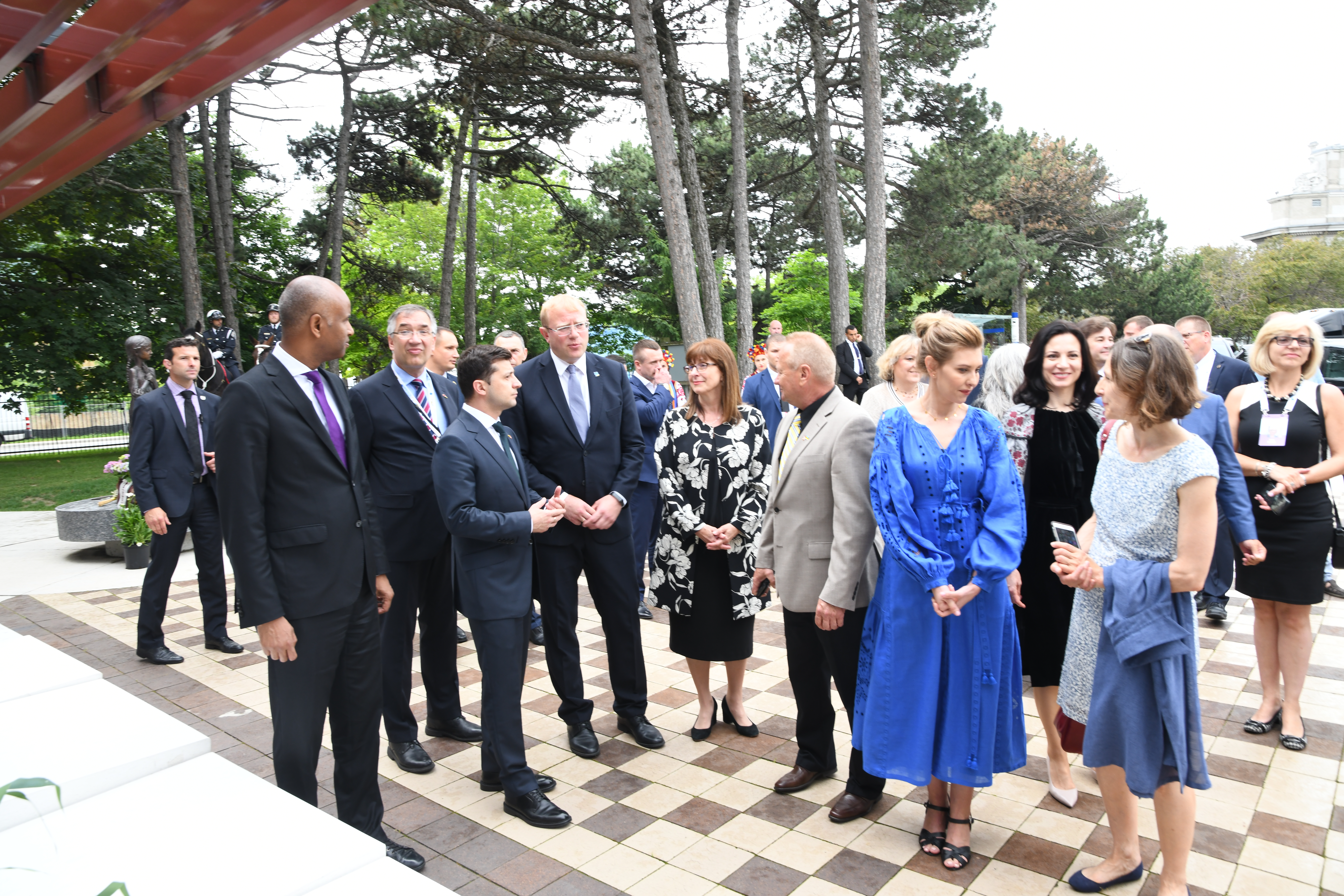